# Machiques
Machiques es una ciudad venezolana ubicada en el occidente del país, capital del municipio Machiques de Perijá. La ciudad se ubica en el piedemonte de la sierra de Perijá a 101 m s. n. m., cercana a la frontera con Colombia y registra una temperatura promedio de 27 °C con lluvias que van desde abril hasta diciembre.
La principal actividad económica de la ciudad se basa en la industria láctea, siendo el centro de esta dentro del estado, dando como resultado la masiva producción de leche, y en menor medida queso y mantequilla. Entre las empresas más importantes establecidas en la zona se encuentra Lactma, Cadilpro milk y otras.-
La población alcanza un aproximado de 132.734 habitantes, (2023) registrando un mayor crecimiento durante los últimos años gracias a la industria agropecuaria y la construcción de viviendas que esta ha realizado en la ciudad para sus trabajadores.
La ciudad está conectada al resto del país por medio de la carretera Machiques-Colón que la comunica con Maracaibo y La Fría, además, posee un aeródromo en estado de inactividad conocido como aeropuerto.
Limita al norte con el municipio Rosario de Perijá, y al sur con el municipio Jesús María Semprún. Está conformado por cuatro parroquias: San José de Perijá, Fray Bartolomé de las Casas (Las Piedras de Perijá), Río Negro, y Libertad, que es la capital del municipio.

## Historia
El 18 de noviembre de 1841 se considera la fecha fundacional de la ciudad de Machiques, ya que en esa fecha fue elevada a parroquia civil, aunque su fundación original data de 1750, cuando fue establecida por los españoles.
El 27 de julio de 1872, la ciudad de Machiques pasó a ser la cabecera del municipio, que en ese momento se denominaba Departamento Guzmán Blanco. Dieciocho años después, el 8 de abril de 1890, el Ilustrísimo Doctor Román Lovera, Obispo de Mérida, elevó la ciudad a parroquia eclesiástica.

## Sitios de interés
La ciudad es puerta de entrada para la visita del parque nacional Sierra de Perijá y de las misiones indígenas que allí se encuentran así como otros sitios arqueológicos distribuidos a lo largo del municipio. Además, destacan en la ciudad la plaza Bolívar y la catedral, dedicada a la Virgen del Carmen. Otros sitios de interés son la iglesia del Sagrado Corazón de Jesús y el Palacio Episcopal.
También existen balnearios turísticos en los ríos Kunana, Macoita, Tokuco, Yaza, Apón, y la Laguna de las Doncellas que se encuentra en la costa del Lago de Maracaibo, donde están el pueblo de palafitos de Laguneta y la playa Caleta, a 90 kilómetros de la ciudad.

### Clima
| Parámetros climáticos promedio de Machiques, Zulia | Parámetros climáticos promedio de Machiques, Zulia | Parámetros climáticos promedio de Machiques, Zulia | Parámetros climáticos promedio de Machiques, Zulia | Parámetros climáticos promedio de Machiques, Zulia | Parámetros climáticos promedio de Machiques, Zulia | Parámetros climáticos promedio de Machiques, Zulia | Parámetros climáticos promedio de Machiques, Zulia | Parámetros climáticos promedio de Machiques, Zulia | Parámetros climáticos promedio de Machiques, Zulia | Parámetros climáticos promedio de Machiques, Zulia | Parámetros climáticos promedio de Machiques, Zulia | Parámetros climáticos promedio de Machiques, Zulia | Parámetros climáticos promedio de Machiques, Zulia |
| Mes                                                | Ene.                                               | Feb.                                               | Mar.                                               | Abr.                                               | May.                                               | Jun.                                               | Jul.                                               | Ago.                                               | Sep.                                               | Oct.                                               | Nov.                                               | Dic.                                               | Anual                                              |
| -------------------------------------------------- | -------------------------------------------------- | -------------------------------------------------- | -------------------------------------------------- | -------------------------------------------------- | -------------------------------------------------- | -------------------------------------------------- | -------------------------------------------------- | -------------------------------------------------- | -------------------------------------------------- | -------------------------------------------------- | -------------------------------------------------- | -------------------------------------------------- | -------------------------------------------------- |
| Temp. máx. media (°C)                              | 31.6                                               | 34.3                                               | 34.5                                               | 34.3                                               | 32.8                                               | 32.9                                               | 32.9                                               | 33.1                                               | 33.3                                               | 32.5                                               | 32.0                                               | 31.5                                               | 33                                                 |
| Temp. media (°C)                                   | 26.5                                               | 26.6                                               | 27.3                                               | 26.8                                               | 27.3                                               | 27.5                                               | 27.7                                               | 27.9                                               | 27.3                                               | 26.8                                               | 26.4                                               | 26.2                                               | 27                                                 |
| Temp. mín. media (°C)                              | 20.5                                               | 20.7                                               | 21.0                                               | 23.0                                               | 21.8                                               | 22.5                                               | 21.5                                               | 21.4                                               | 21.6                                               | 21.3                                               | 21.1                                               | 20.9                                               | 21.4                                               |
| Lluvias (mm)                                       | 31.2                                               | 2.6                                                | 20                                                 | 136.6                                              | 238.1                                              | 146.8                                              | 104.3                                              | 161.2                                              | 139                                                | 176.4                                              | 245                                                | 72.7                                               | 1473.9                                             |
| [cita requerida]                                   |                                                    |                                                    |                                                    |                                                    |                                                    |                                                    |                                                    |                                                    |                                                    |                                                    |                                                    |                                                    |                                                    |